# Thailandia ai Giochi della XVI Olimpiade
La Thailandia ha partecipato ai Giochi della XVI Olimpiade che si sono svolti a Melbourne dal 22 novembre all'8 dicembre 1956 
con una delegazione di 35 atleti impegnati in 5 discipline,
senza aggiudicarsi medaglie.

## Risultati

### Calcio
| Atleta | Classifica |                       |
| --- | --- | --------------------- |
| V · D · M Nazionale olimpica thailandese · Calcio ai Giochi Olimpici Estivi 1956 1 Kasem · 2 Samruay · 3 Pratheep · 4 Sukit · 5 Suraphong · 6 Sophon · 7 Bamphen · 8 Vivathana · 9 Suchat · 10 Nit · 11 Tu · 12 Prasan · 13 Wanchai · CT : Bunchoo | 9° |                       |
| Nazionale olimpica thailandese · Calcio ai Giochi Olimpici Estivi 1956 | |                       |
| 1 Kasem · 2 Samruay · 3 Pratheep · 4 Sukit · 5 Suraphong · 6 Sophon · 7 Bamphen · 8 Vivathana · 9 Suchat · 10 Nit · 11 Tu · 12 Prasan · 13 Wanchai · CT: Bunchoo                                                                                   | 1 Kasem · 2 Samruay · 3 Pratheep · 4 Sukit · 5 Suraphong · 6 Sophon · 7 Bamphen · 8 Vivathana · 9 Suchat · 10 Nit · 11 Tu · 12 Prasan · 13 Wanchai · CT: Bunchoo | Thailandia (bandiera) |

### Pallacanestro
| Atleta | Classifica |
| --- | ---------- |
| V · D · M Nazionale thailandese - Pallacanestro ai Giochi della XVI Olimpiade 3 Chavanwong · 4 Chaicharoen · 5 Imnoi · 6 Julmanichoti · 7 Aimmanolrom · 8 Rukpanich · 9 C. Sae-Lim · 10 Kuang Sae-Lim · 11 Kum Sae-Lim · 12 Saranont · 13 Sonthong · 14 Sriratana · All. C.B. Sunthorn | 15°        |
| Nazionale thailandese - Pallacanestro ai Giochi della XVI Olimpiade |            |
| 3 Chavanwong · 4 Chaicharoen · 5 Imnoi · 6 Julmanichoti · 7 Aimmanolrom · 8 Rukpanich · 9 C. Sae-Lim · 10 Kuang Sae-Lim · 11 Kum Sae-Lim · 12 Saranont · 13 Sonthong · 14 Sriratana · All. C.B. Sunthorn                                                                               |            |